# إلمر نوبل
إلمر نوبل (بالإنجليزية: Elmer Noble)‏ هو عالم نبات أمريكي، ولد في 1909، وتوفي في 2001 بسبب ذات الرئة.